# Miguel Herrera de Tejada
Miguel Herrera de Tejada (Arahal, Sevilla, 3 de noviembre de 1828-id., 2 de febrero de 1887) fue un farmacéutico español, secretario de la redacción del periódico El Pensamiento Español, de ideología neocatólica y uno de los principales diarios carlistas de la segunda mitad del siglo XIX en España.

## Biografía
Nace en Arahal, en 1828 en el seno de una familia conservadora. Hijo del matrimonio formado por Antonio Martín de Herrera, médico, natural de Osuna, y doña Ana María Pascual de Tejada, natural de Paradas, vecinos de Arahal. Su abuelo materno Esteban Pascual de Tejada, oriundo de Laguna de Cameros, fue diputado del Antiguo e Ilustre Solar de Tejada en 1799 y primo hermano del comerciante y político Romualdo Pascual de Tejada.
Se gradúa como Bachiller en Filosofía por la Universidad de Sevilla en 1856. Mientras vivió en Sevilla, fue su tutor Antonio Martín Villa, que fuera secretario general (1834-1852) y rector (1854-1868) de la Universidad Literaria de Sevilla.
Decide continuar sus estudios matriculándose en la Universidad Central de Madrid y alcanza el bachillerato en Farmacia en 1861. En esa misma universidad obtiene la licenciatura en Farmacia en 1866. Realizó las prácticas correspondientes en la madrileña farmacia de José de Palacios y Rodríguez de 1861 a 1863.
Terminados sus estudios vuelve a su tierra donde establece una oficina de farmacia en Arahal.
Durante su estancia en Madrid hizo buenas amistades con algunos de los pensadores más vinculados al carlismo de la época. Sus inquietudes políticas desembocaron en la fundación con su amigo José Alonso de Ibáñez, Marqués de Santa Cruz de Inguanzo, Francisco Navarro Villoslada y Gabino Tejado, del periódico El Pensamiento Español, máximo exponente de la corriente denominada neocatolicismo que se convertiría muy pronto en uno de los principales diarios carlistas de su tiempo. Fue el primer secretario que tuvo este periódico y mantuvo correspondencia con los principales pensadores tradicionalistas de la época 
Fue amigo personal de Cándido Nocedal y de su hijo Ramón, fundador del Partido Integrista. Falleció soltero en 1887 en Arahal.

## Familia
Aunque no tuvo hijos, algunos parientes suyos heredaron sus inquietudes políticas siendo su sobrino carnal Joaquín Herrera Maguilla, teniente de alcalde de Sevilla (1935-1936); y sus sobrinos nietos José María Herrera Barrera, alcalde de Paradas (1933-1936); Joaquín Herrera Blanco, marqués de Mirabal, alcalde de La Puebla de Cazalla (1941-1947); Manuel Herrera Blanco, alcalde de Arahal; y José Herrera Blanco, alcalde de Fuentes de Andalucía. Todos ellos militaron en partidos conservadores.